# Morino
Morino là một đô thịthuộc tỉnh L'Aquila trong vùng Abruzzo của Ý. Ý. Đô thị này có diện tích 52 km², dân số năm 2001 là 1545 người. Các làng trực thuộc: Rendinara, Grancia, Brecciose. Các đô thị giáp ranh gồm: Alatri (FR), Civita d'Antino, Civitella Roveto, Filettino (FR), Guarcino (FR), San Vincenzo Valle Roveto, Veroli (FR), Vico nel Lazio (FR)